# Irori
L'irori (囲炉裏, 居炉裏 ou いろり) (foyer, cheminée, en japonais) est un type de foyer-âtre domestique présent dans les habitations japonaises de type minka. 
Contrairement au kamado placé dans le doma, l'irori est intégré dans la pièce à vivre principale. 

## Description

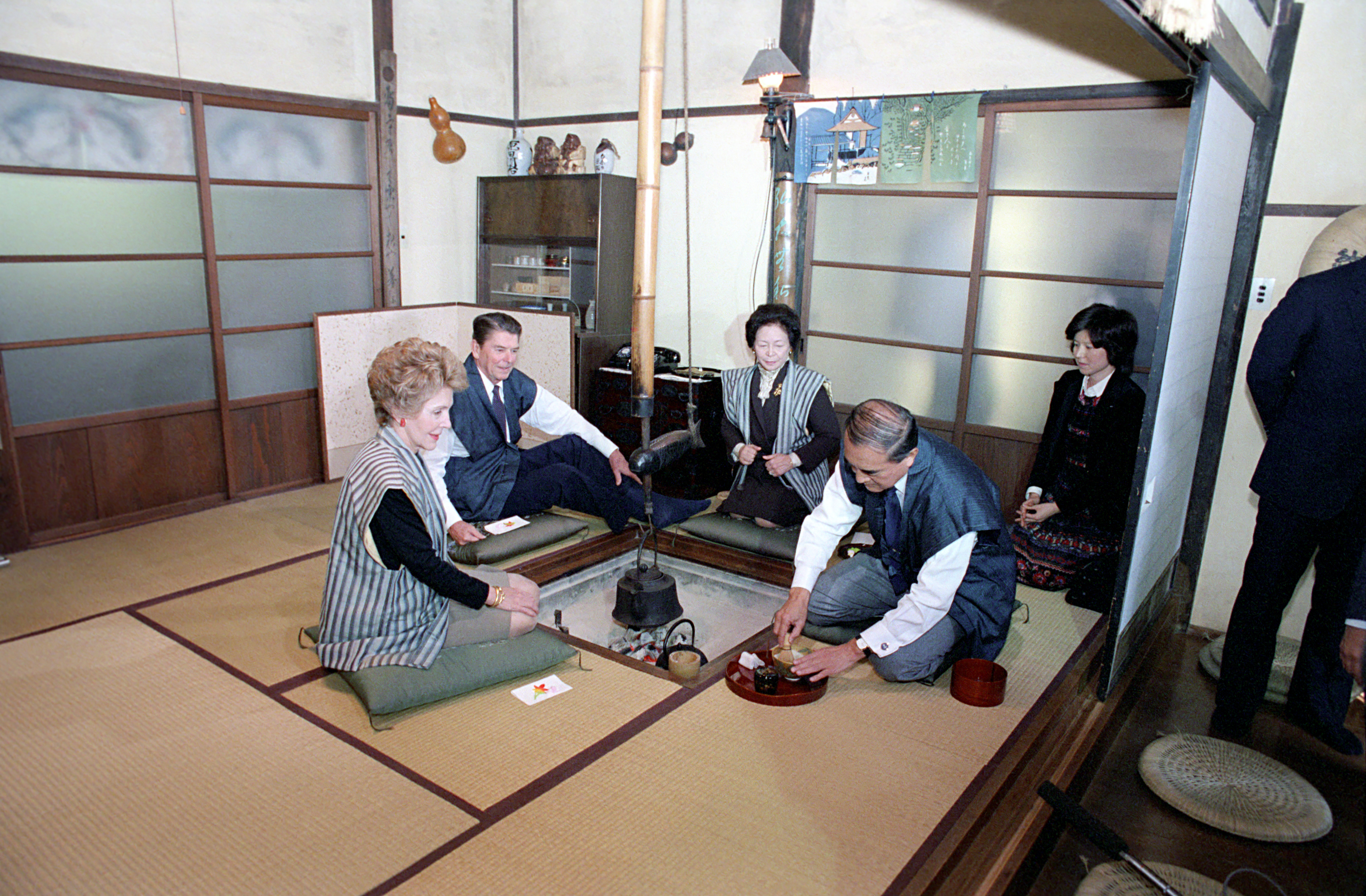
Irori traditionnel et cérémonie du thé japonaise, à Tokyo, avec le premier ministre japonais Yasuhiro Nakasone et le président des États-Unis Ronald Reagan.

L'irori est un feu ouvert utilisé à l'origine pour la cuisine, le chauffage, le séchage, et l'éclairage nocturne. 
Il se compose d'un trou carré intégré et encastré dans le sol (parfois recouvrable par un tatami) peu profond, bordé de pierre ou d'argile, rempli de sable et de cendre, entouré d'un cadre en bois, et surmonté d'un crochet (jizaikagi (自在鉤)) accroché au plafond de la pièce, auquel sont attachés les ustensiles de cuisson de cuisine (chaudron, marmite, bouilloire, théière...),. Le crochet est traditionnellement constitué d'un tube de bambou creux contenant une barre de fer, relié à un levier (traditionnellement en forme de poisson koï, yokogi (横木), qui symbolise la protection contre les risques d'incendie) permettant de régler la hauteur des récipients de cuisine au-dessus des braises, pour moduler la température de cuisson. 

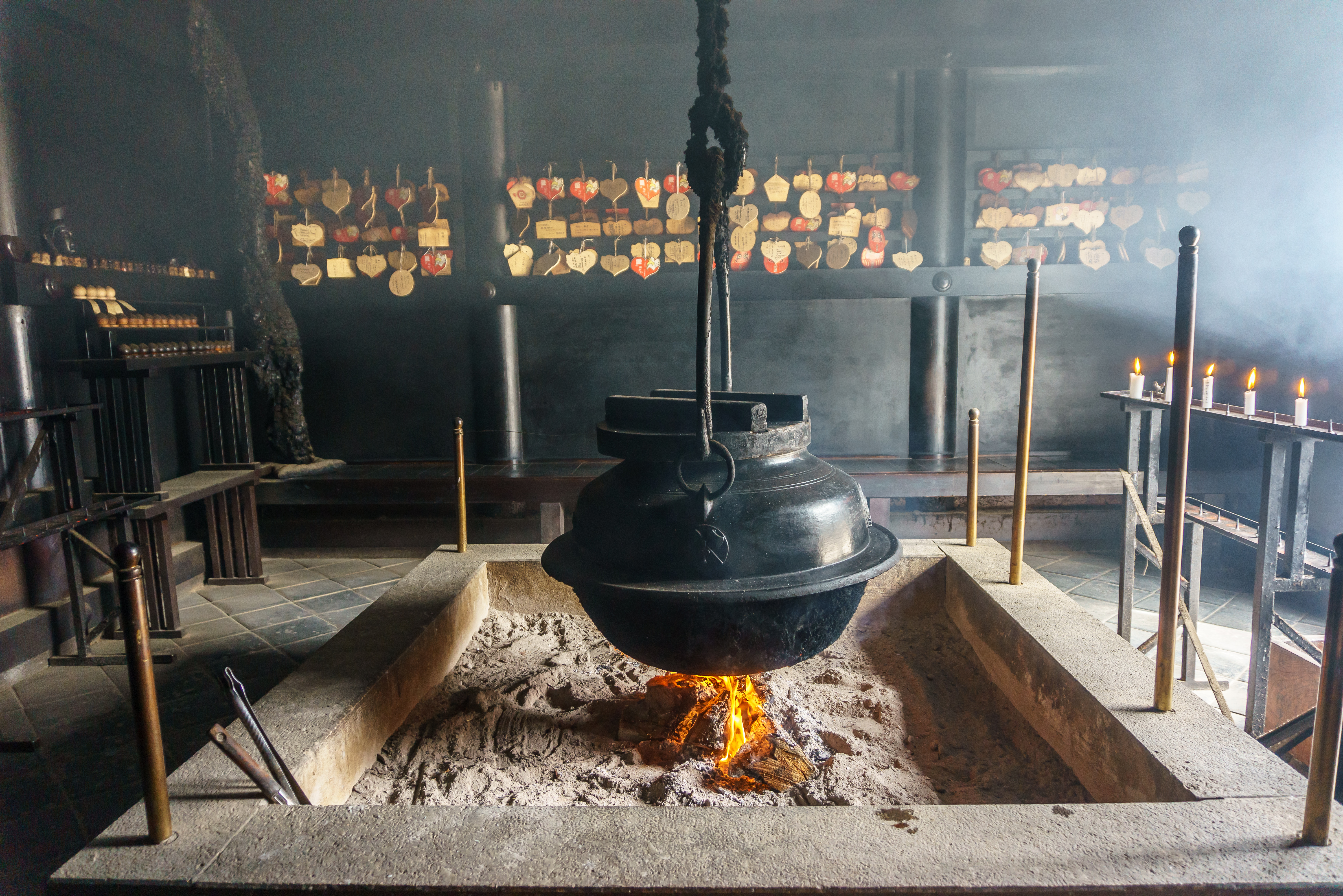
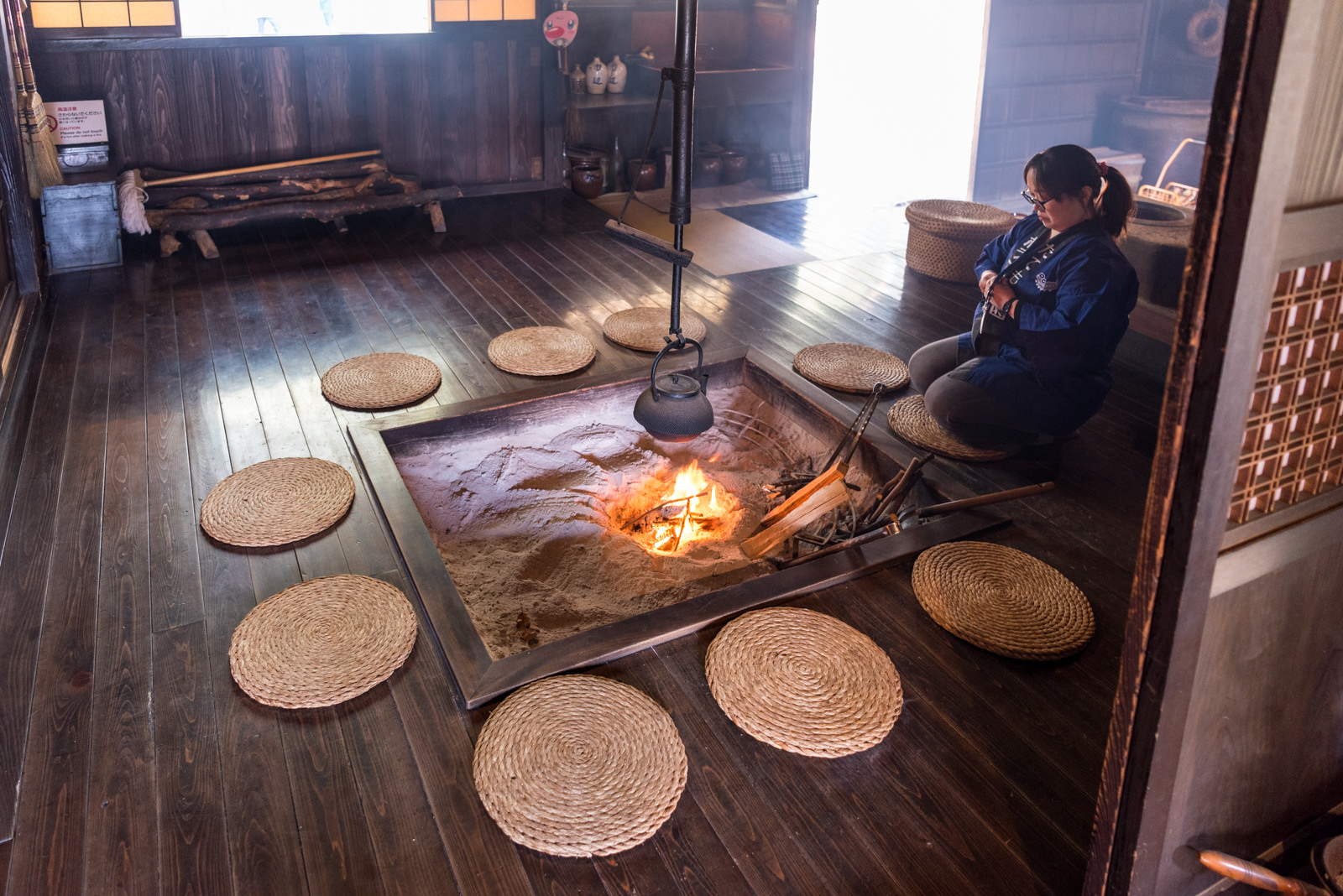
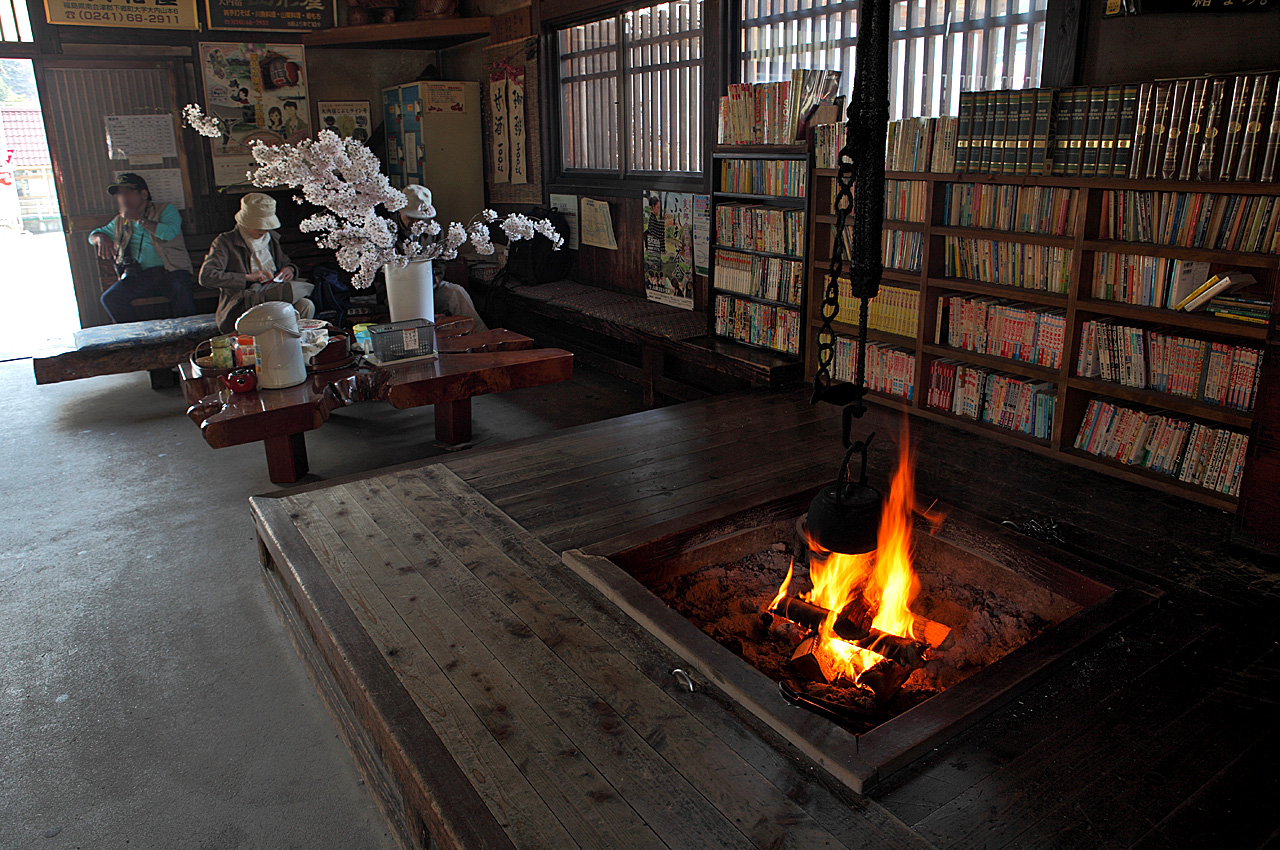
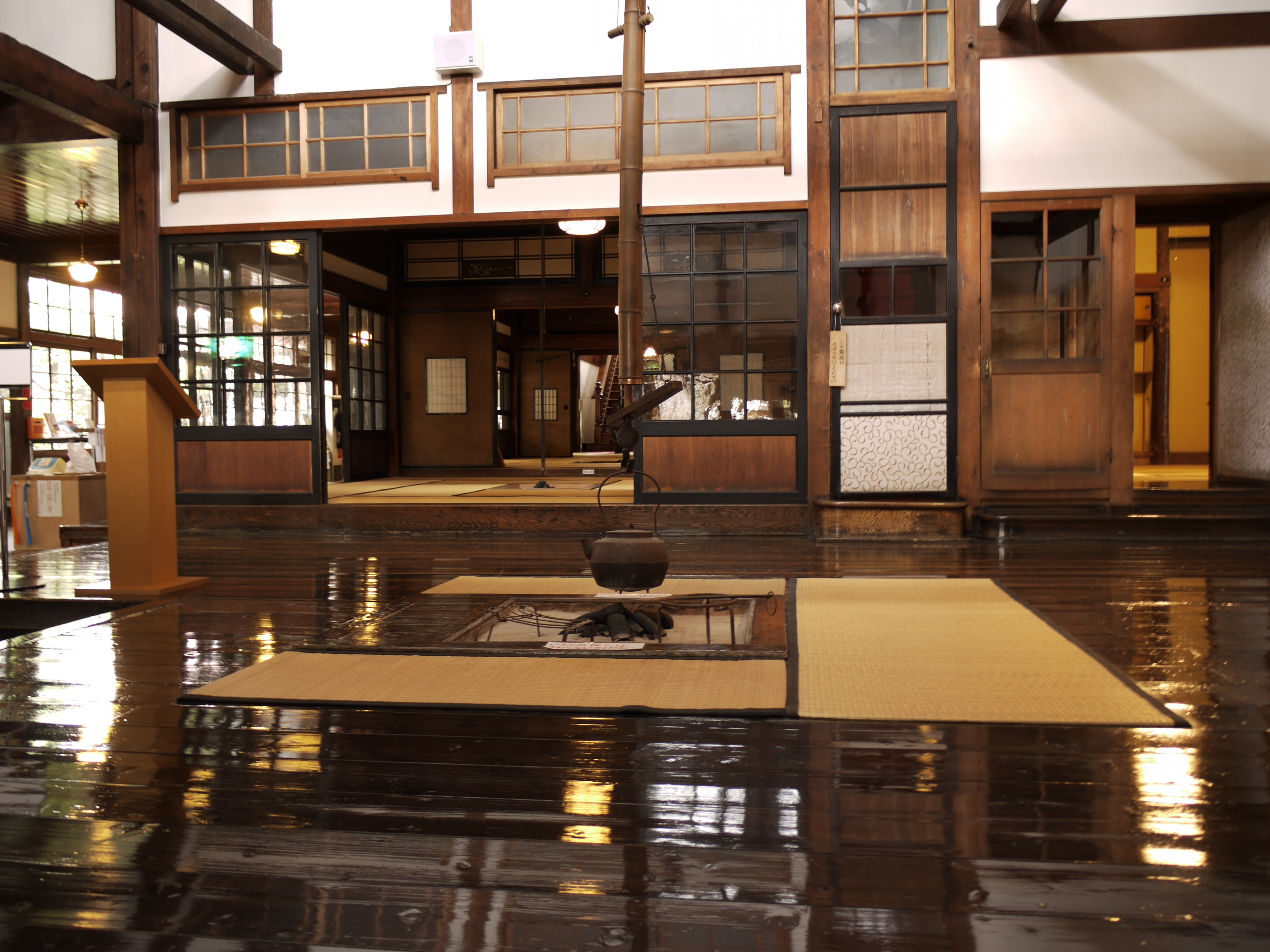

## Histoire
Initialement simple foyer, la forme de l'irori évolue en fonction des époques et des classes sociales. Remplissant partiellement les mêmes fonctions que le kamado, sa présence en fonction des régions varie également fortement. L'irori était généralement plus présent en zone rurale qu'en ville. 
Toujours présent dans les régions rurales jusque dans les années 1960, il disparaît ensuite rapidement avec la généralisation des réseaux de gaz et électriques ainsi que le chauffage au fuel. 
Il a évolué avec le temps et les usages sous forme de meuble-cuisinière hibachi (bol à feu), en « table-irori » et en table chauffante kotatsu, jusqu'aux formes de barbecues et cuisinières modernes actuelles de l'habitat japonais.    

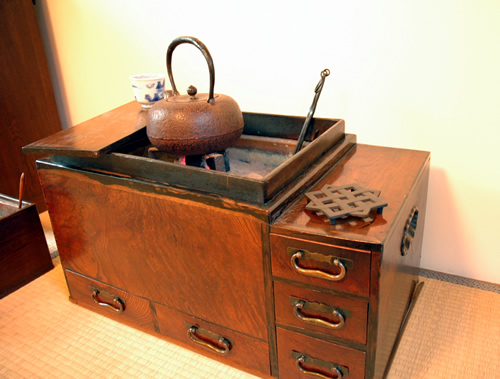
Hibachi
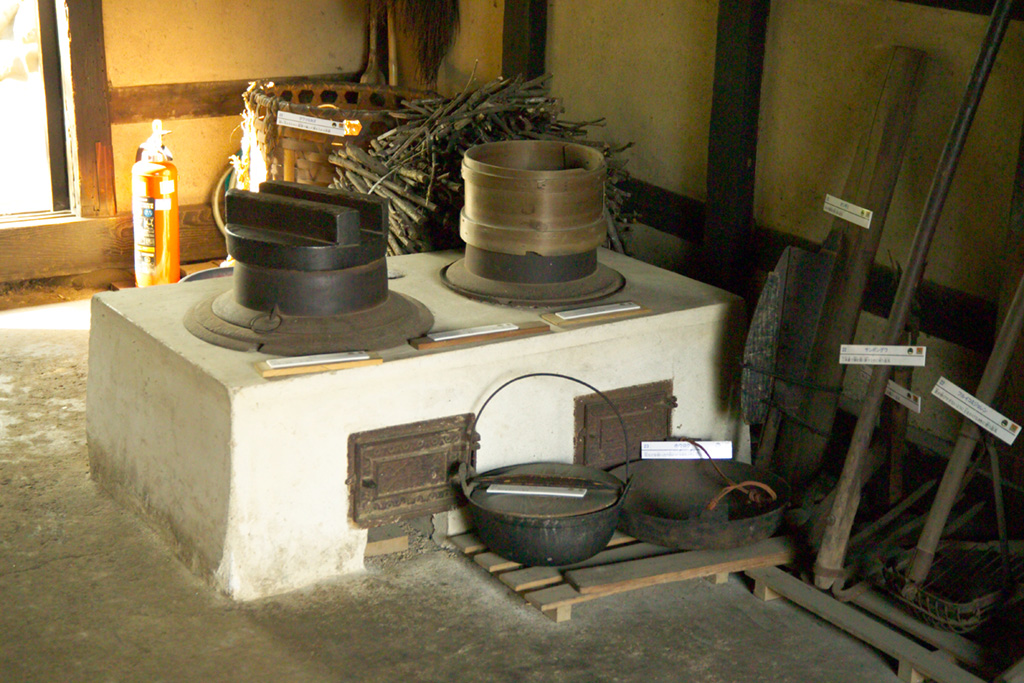
Kamado (en)
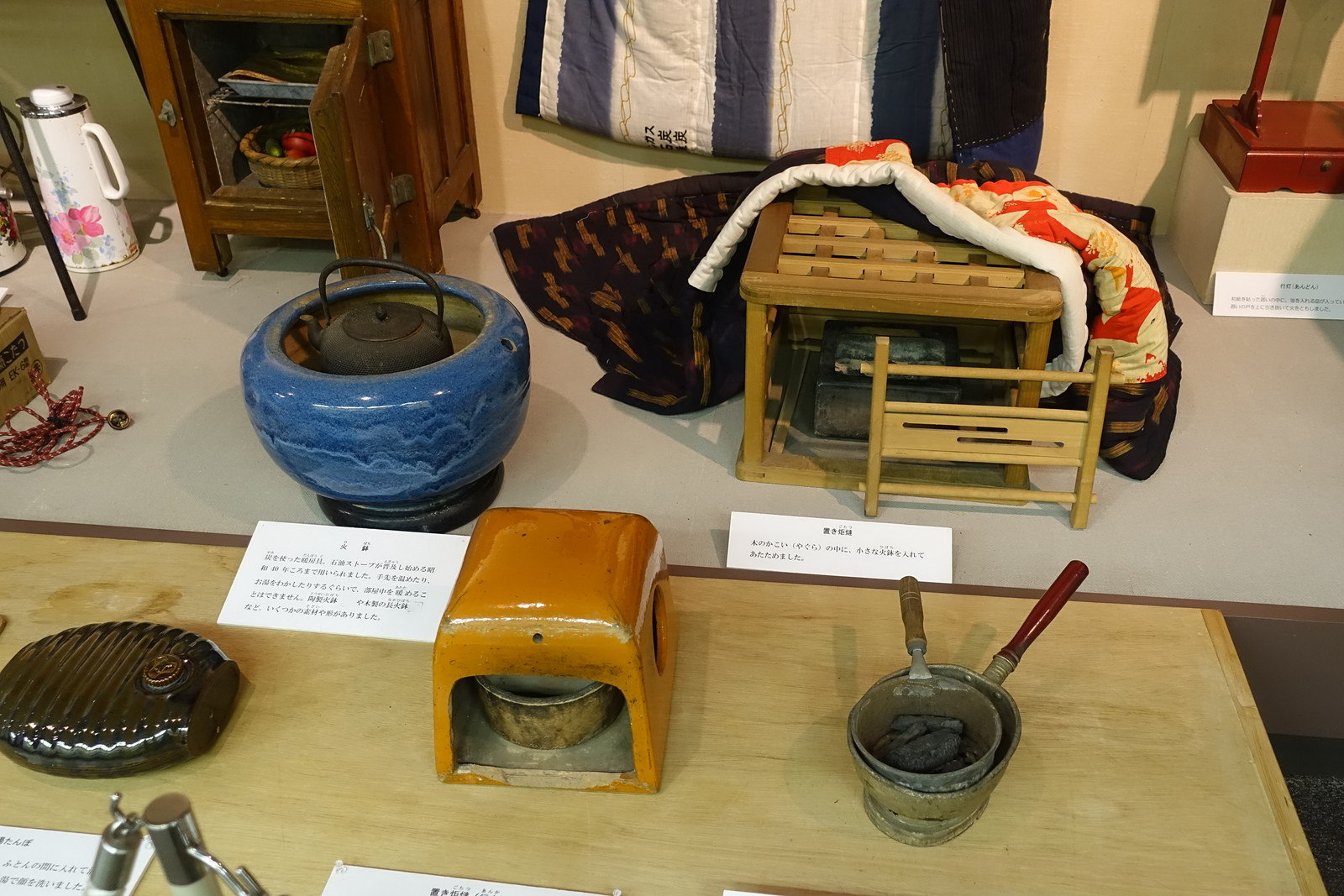
Réchaud et kotatsu
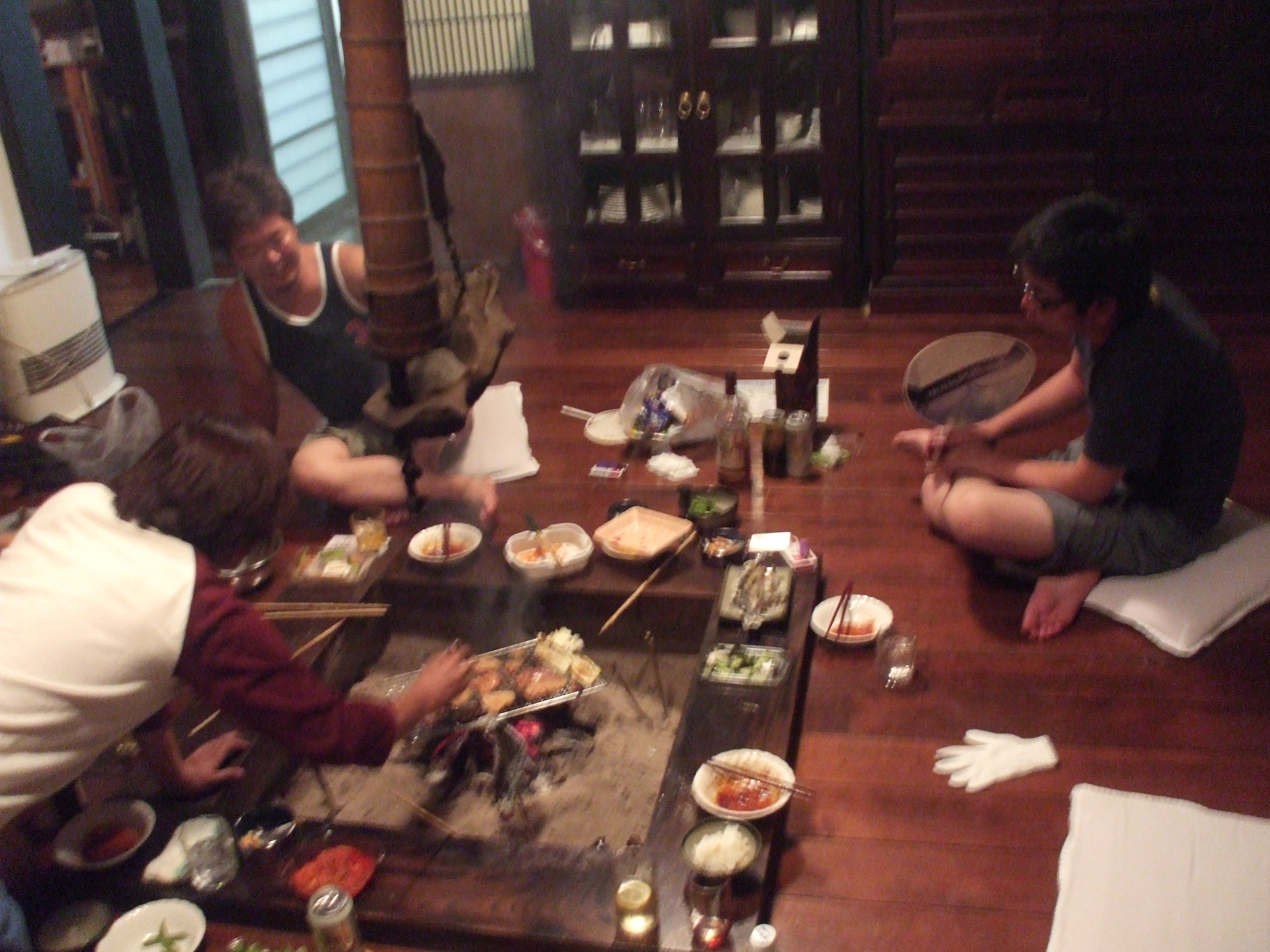
Repas autour d'un irori
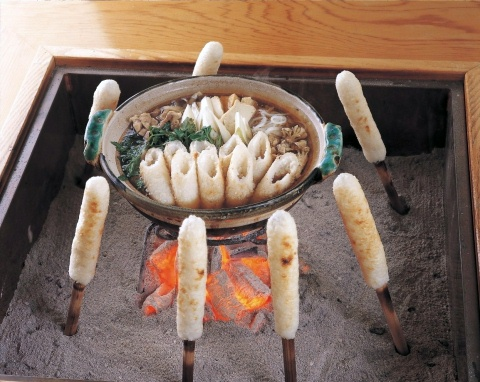
Kiritanpo (en)
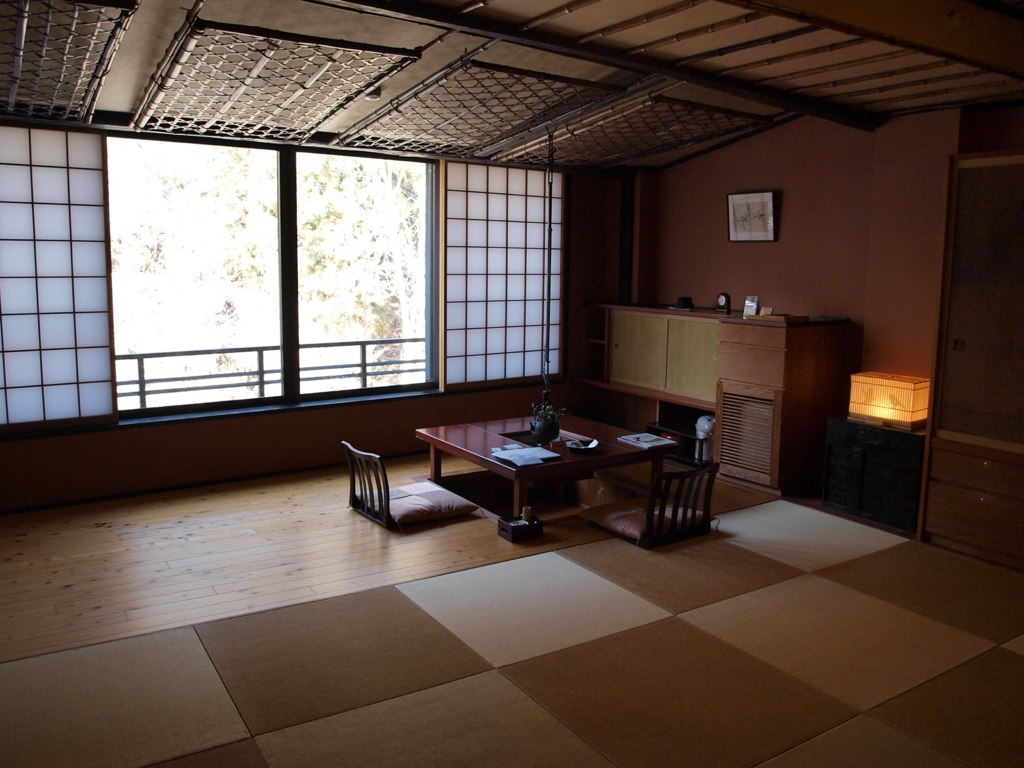
Table-irori d'habitat japonais
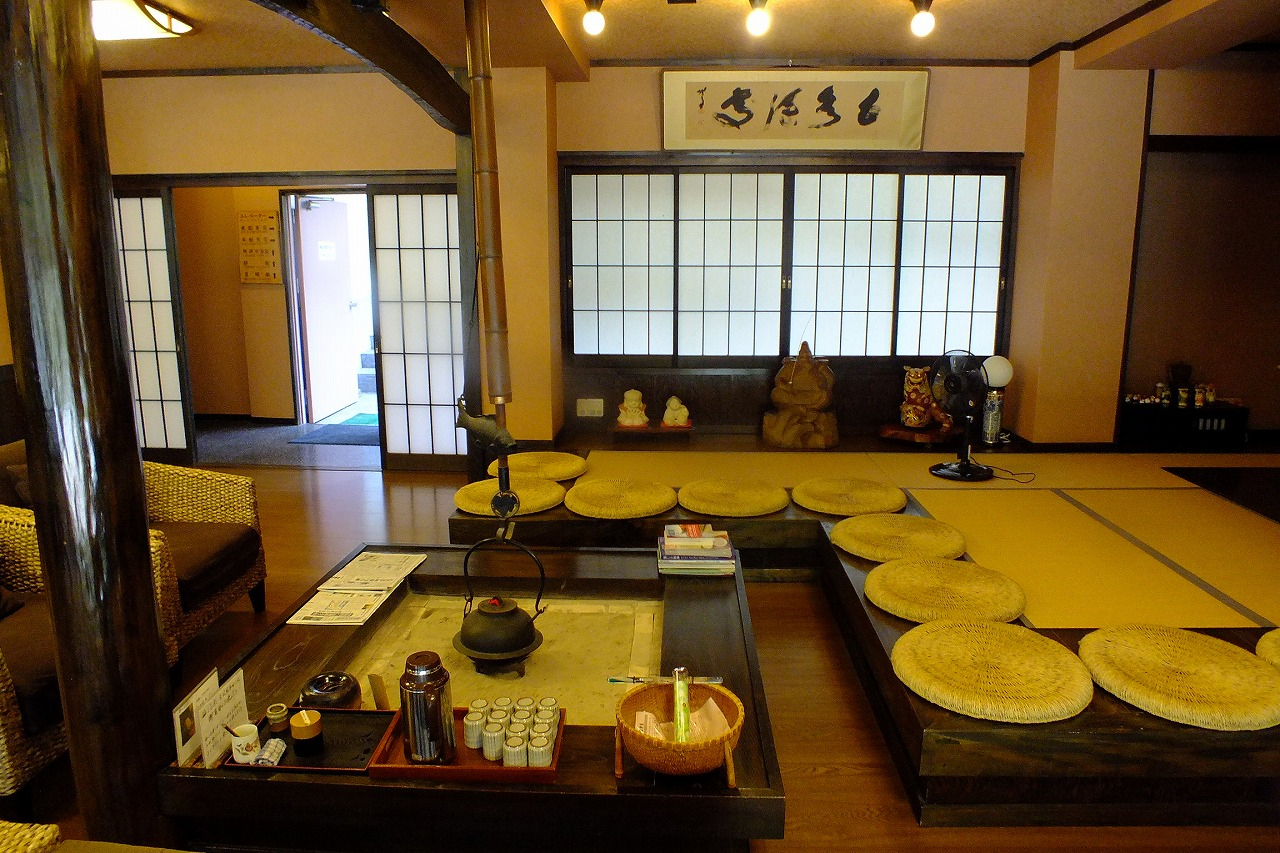
Table-irori de ryokan (auberge)
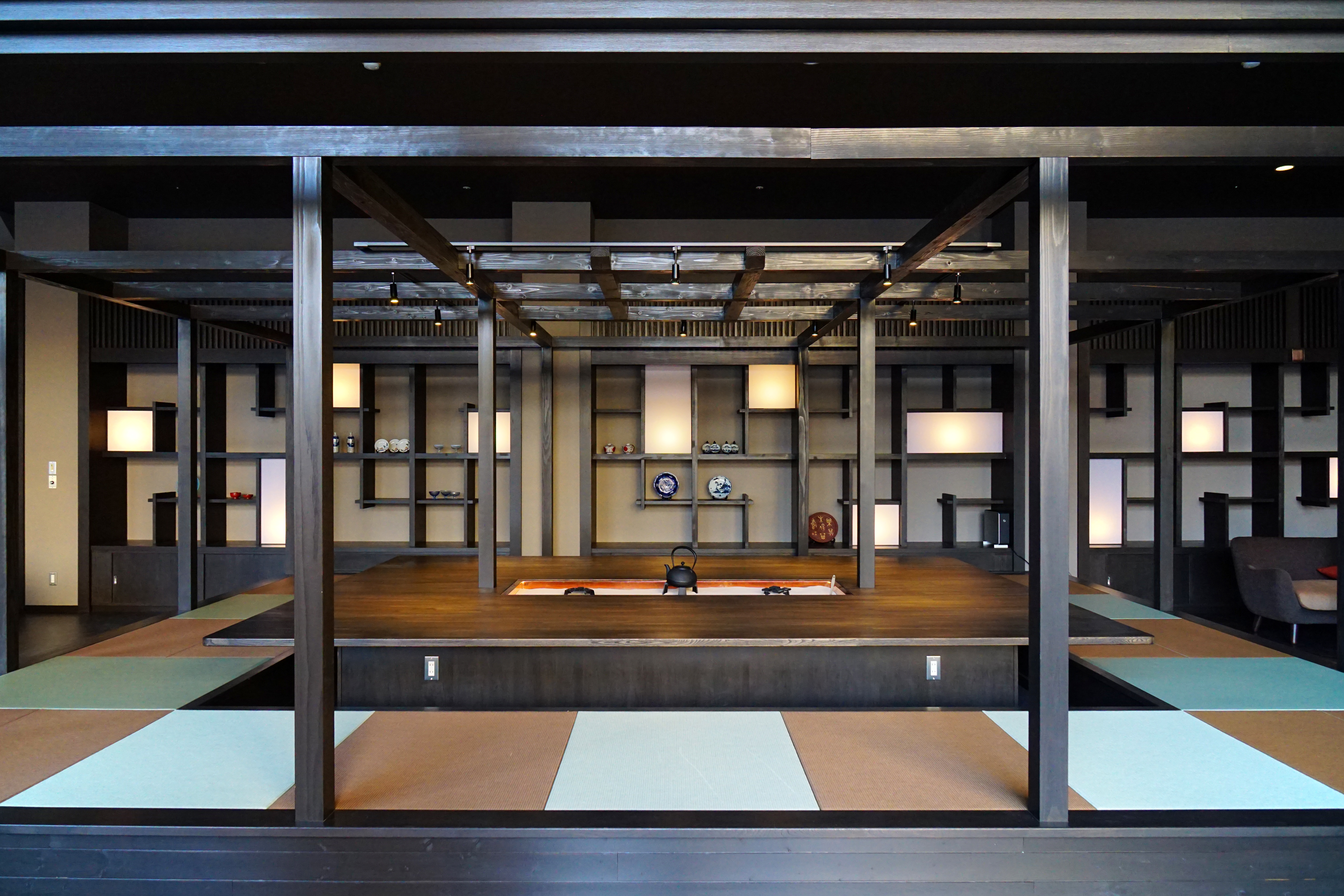
Table-irori de restaurant japonais
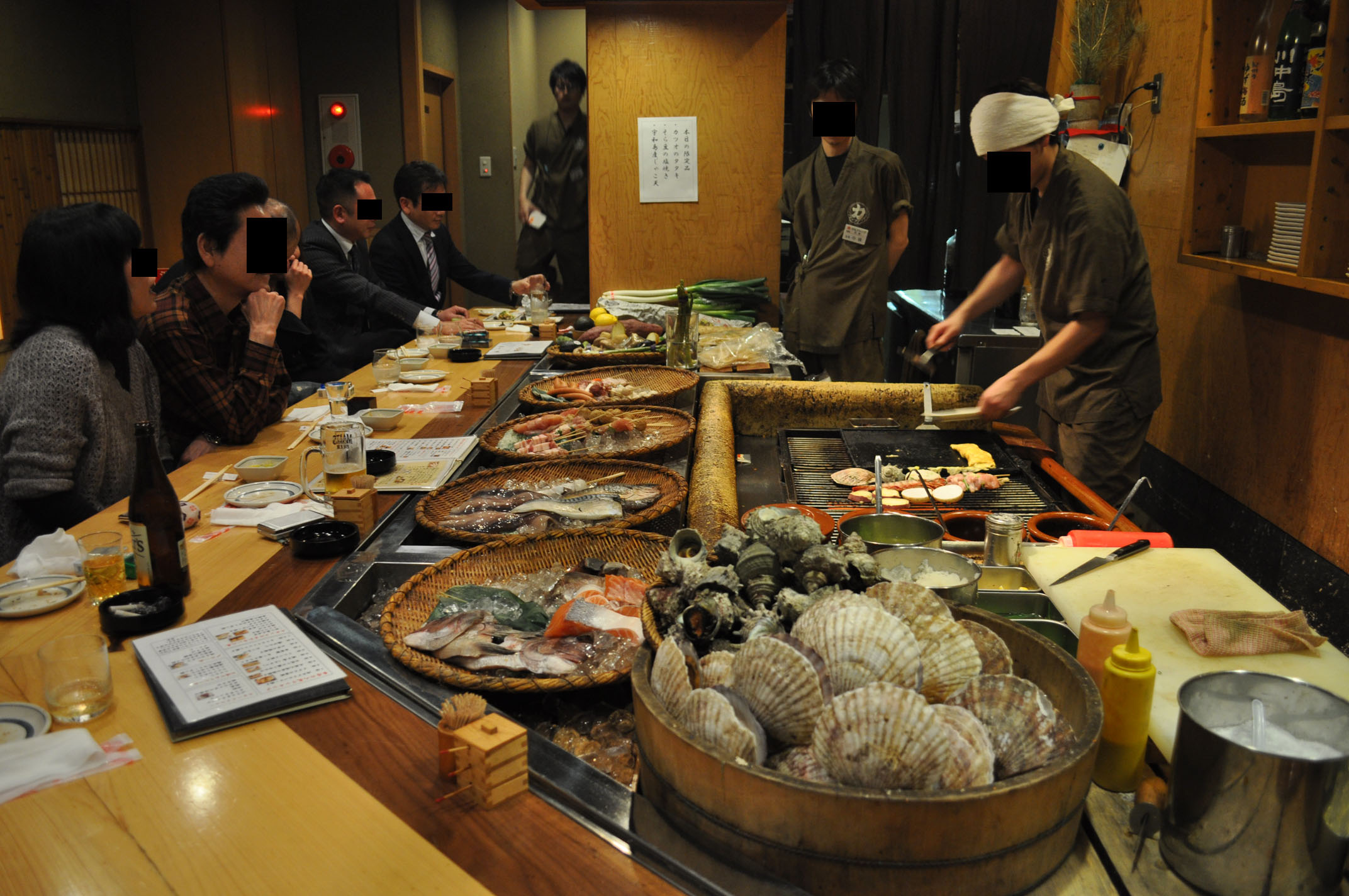
Table-irori de maître robatayaki (en) japonais

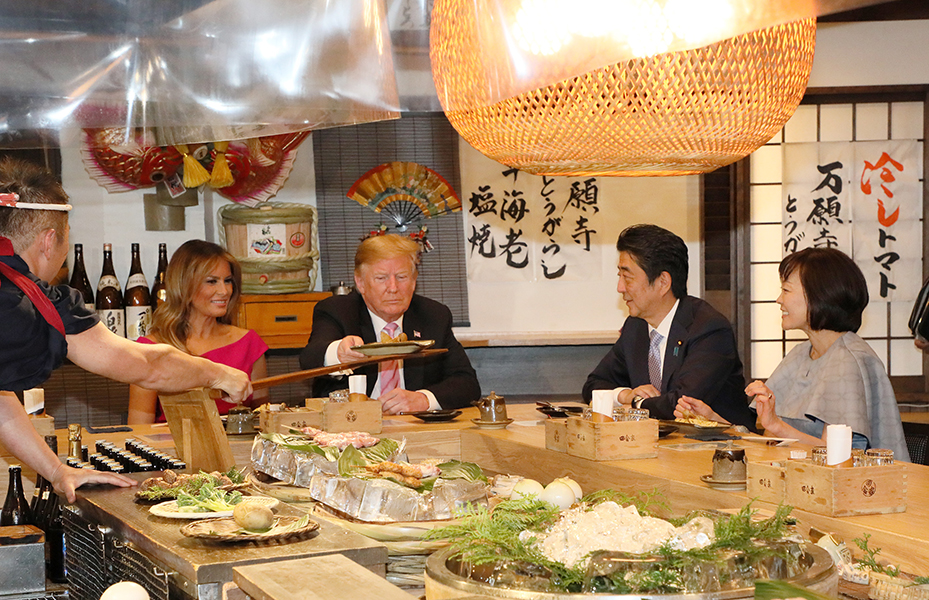
Table-irori robatayaki ou teppanyaki d'un restaurant japonais de Tokyo, avec le premier ministre japonais Shinzō Abe et le président des États-Unis Donald Trump.

Il subsiste à ce jour au Japon chez quelques particuliers nostalgiques,,,, anciennes demeures transformées en ryokan (auberge) et maisons d'hôtes touristiques, encore sous forme de tables-irori de restaurants robatayaki (en).  
Son usage principal aujourd'hui est dans le cadre de la cérémonie du thé et, à ce titre et sous le nom de ro (炉), est un élément fréquent des maisons de thé. 

## Au cinéma
- 1976 : L'Aile ou la Cuisse, de Claude Zidi, avec une scène de Louis de Funès à une table-irori de restaurant d'un chef teppanyaki de la cuisine japonaise[15].